# Saint-Armou
Saint-Armou ist eine französische Gemeinde mit 614 Einwohnern (Stand 1. Januar 2022) im Département Pyrénées-Atlantiques in der Region Nouvelle-Aquitaine (vor 2016: Aquitanien). Die Gemeinde gehört zum Arrondissement Pau und zum Kanton Pays de Morlaàs et du Montanérès (bis 2015: Kanton Morlaàs).
Der Name der Gemeinde geht vermutlich auf einen heiligen Romanus zurück. Es gab mehrere Personen dieses Namens, einen im 4. Jahrhundert in Blaye gestorbenen Märtyrer und einen Bischof in Rouen im 7. Jahrhundert.
Die Bewohner werden Saint-Armouais und Saint-Armouaises genannt.

## Geographie
Saint-Armou liegt ca. 20 km nördlich von Pau in der historischen Provinz Béarn.
Umgeben wird der Ort von den Nachbargemeinden:
|                 | Astis                                       | Lasclaveries |
| Navailles-Angos | Kompassrose, die auf Nachbargemeinden zeigt | Barinque     |
|                 | Saint-Castin Bernadets                      | Anos         |

Saint-Armou liegt im Einzugsgebiet des Flusses Adour.
Der Luy de France durchquert das Gebiet der Gemeinde zusammen mit seinen Nebenflüssen,

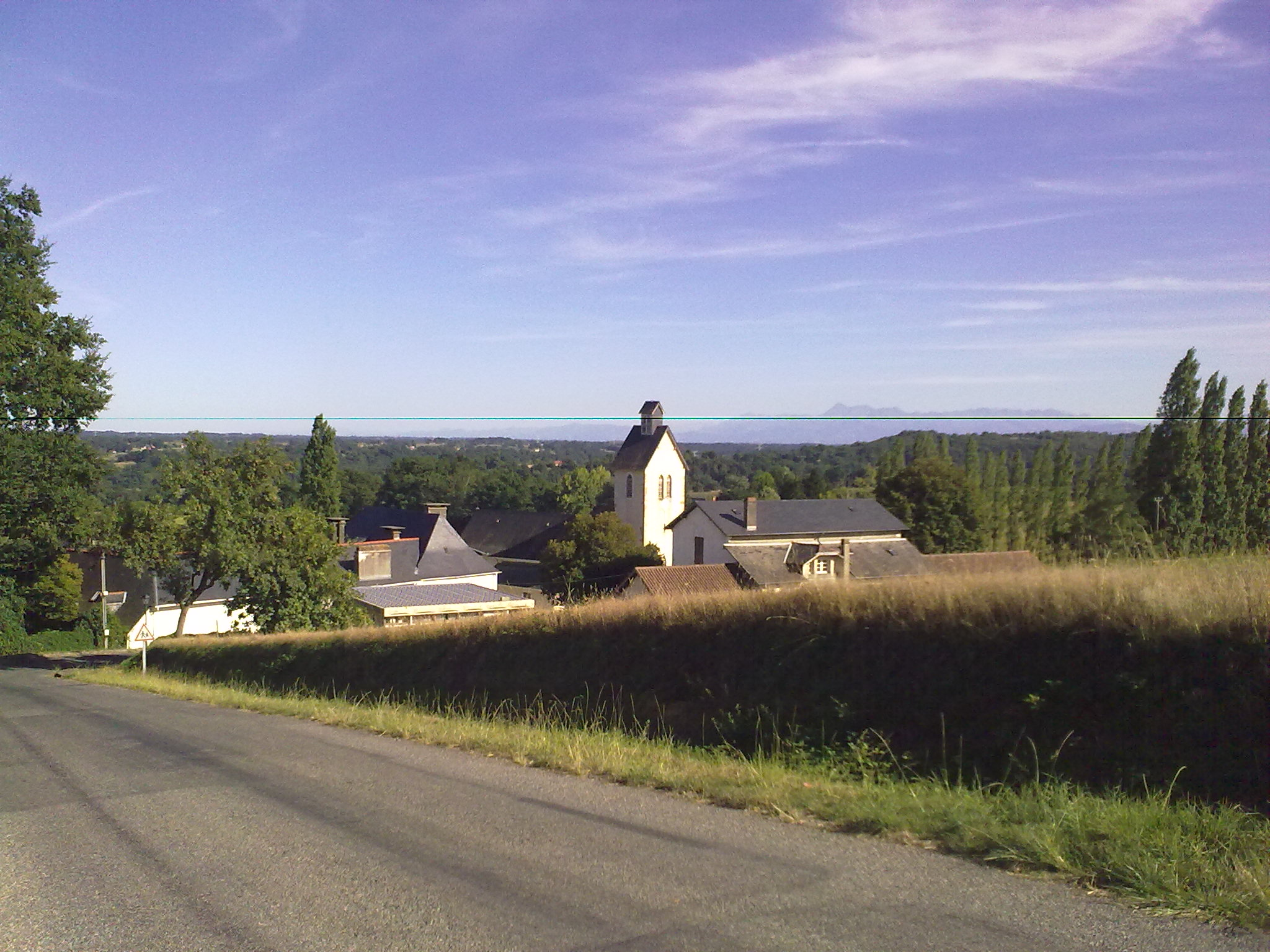
Blick auf das Zentrum von Saint-Armou

- dem Lau und seinen Nebenflüssen,
  - dem gleichnamigen Lau und
  - dem Ruisseau de Caumaubère, und
- dem Balaing.[3]

## Geschichte
Antike Mosaiken, die auf dem Gemeindegebiet gefunden wurden, belegen eine Besiedelung bereits in der gallorömischen Zeit. 1371 ist das Dorf in den Schriften erstmals erwähnt worden. Bei der Volkszählung des Béarn im Jahre 1385 wurden in Saint-Armou zwölf Haushalte gezählt. Der Grundherr unterstand dem Baronat von Navailles. Er besaß eine Wassermühle über dem Luy de France, bei der die Bauern ihr Getreide mahlen mussten. Mit der Französischen Revolution und dem Wegfall dieses Privilegs bauten die Saint-Armouais ihre eigene Mühle.
Toponyme und Erwähnungen von Saint-Armou waren:
- Sent-Arromaa (1371 und 1385, Verträge des Notars Luntz, Blatt 14 bzw. Volkszählung im Béarn),
- Sanct-Armoo, Sainct-Harmon, Sent-Hermo, Sanct-Aramon und Saint-Armon (1538 bei den beiden ersten Formen, 1542, 1546 bzw. 1683, réformation de Béarn, Manuskriptsammlung des 16. bis 18. Jahrhunderts),
- Saint Amont (1750, Karte von Cassini),
- Saint Armon (1793, Notice Communale),
- Saint-Armon (1801, Bulletin des Lois) und
- Saint-Armou (1863, Dictionnaire topographique du département des Basses-Pyrénées).[1][4][5][6]

### Einwohnerentwicklung
Nach ersten Höchstständen der Einwohnerzahl von rund 750 in der ersten Hälfte des 19. Jahrhunderts reduzierte sich die Zahl in der Folgezeit bei kurzen Erholungsphasen bis zu den 1960er Jahren auf rund 320 Einwohner. Seitdem ist ein nennenswerter Wachstumstrend zu verzeichnen.
| Jahr      | 1962 | 1968 | 1975 | 1982 | 1990 | 1999 | 2006 | 2009 | 2022 |
| --------- | ---- | ---- | ---- | ---- | ---- | ---- | ---- | ---- | ---- |
| Einwohner | 352  | 319  | 350  | 436  | 502  | 512  | 566  | 596  | 614  |

## Sehenswürdigkeiten

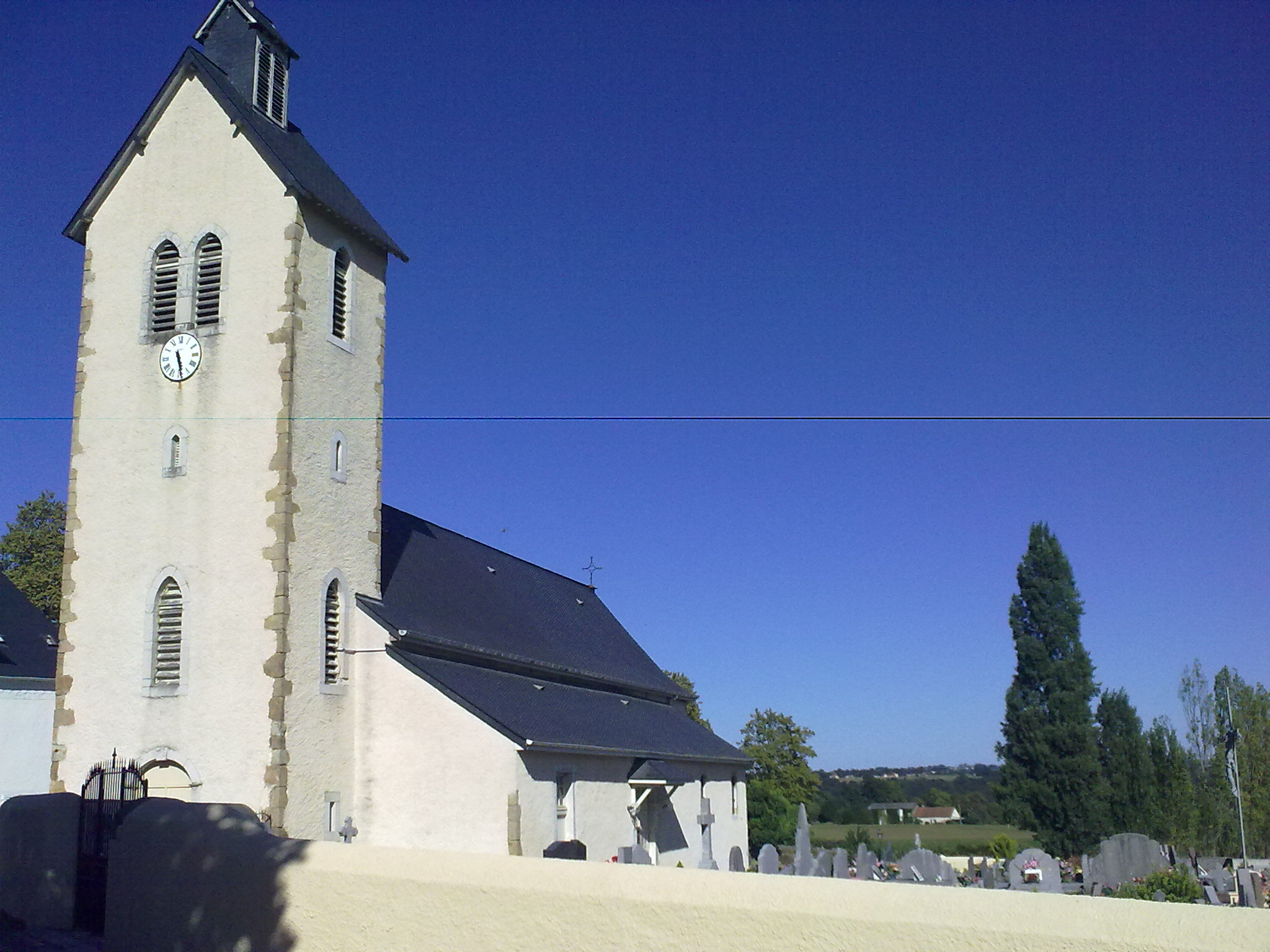
Pfarrkirche Saint-Laurent

- Pfarrkirche, gewidmet Laurentius von Rom. Das Langhaus der im 14. Jahrhundert errichteten Kirche mit einem Haupt- und zwei Seitenschiffen wird durch eine fünfwandige Apsis abgeschlossen. Am anderen Ende des Gebäudes besitzt die Kirche einen Glockenturm mit zwei Glocken aus den Jahren 1730 und 1851. Gegen Ende des 18. Jahrhunderts ist das Gebäude vergrößert und restauriert worden, wie die Jahreszahl „1789“ auf dem Schlussstein über dem südlichen Eingang belegt. Im 19. Jahrhundert erfolgte ein weiterer Umbau. Der Altar in Form eines Sarkophags ist aus weißem und grauem Marmor und datiert aus der ersten Hälfte des 19. Jahrhunderts. Er ist abgeschrägt und seine Seiten bieten Platz für Kredenzen. Der Tabernakel, vermutlich aus dem späten 17. Jahrhundert, illustriert in einem Relief Jesus als Ecce homo. Statuetten, die aus der ersten Hälfte des 18. Jahrhunderts datieren und möglicherweise ursprünglich zu einem anderen Altaraufsatz gehörten, flankieren den Tabernakel. Links von dem Schrein wird ein Bischof dargestellt, rechts ein offensichtlich Heiliger, der ein Buch hält, auf dem linken Flügel Petrus und auf dem rechten Flügel Paulus. Auf dem Tabernakel befindet sich ein Tabor. Weitere Ausstattungsgegenstände der Kirche stammen aus dem 17. bis 19. Jahrhundert und sind als nationale Kulturgüter registriert.[8][9]

## Wirtschaft und Infrastruktur
Die Landwirtschaft ist der wichtigste Wirtschaftsfaktor der Gemeinde.

### Bildung
Die Gemeinde verfügt über eine öffentliche Vor- und Grundschule mit 58 Schülerinnen und Schülern im Schuljahr 2017/2018.

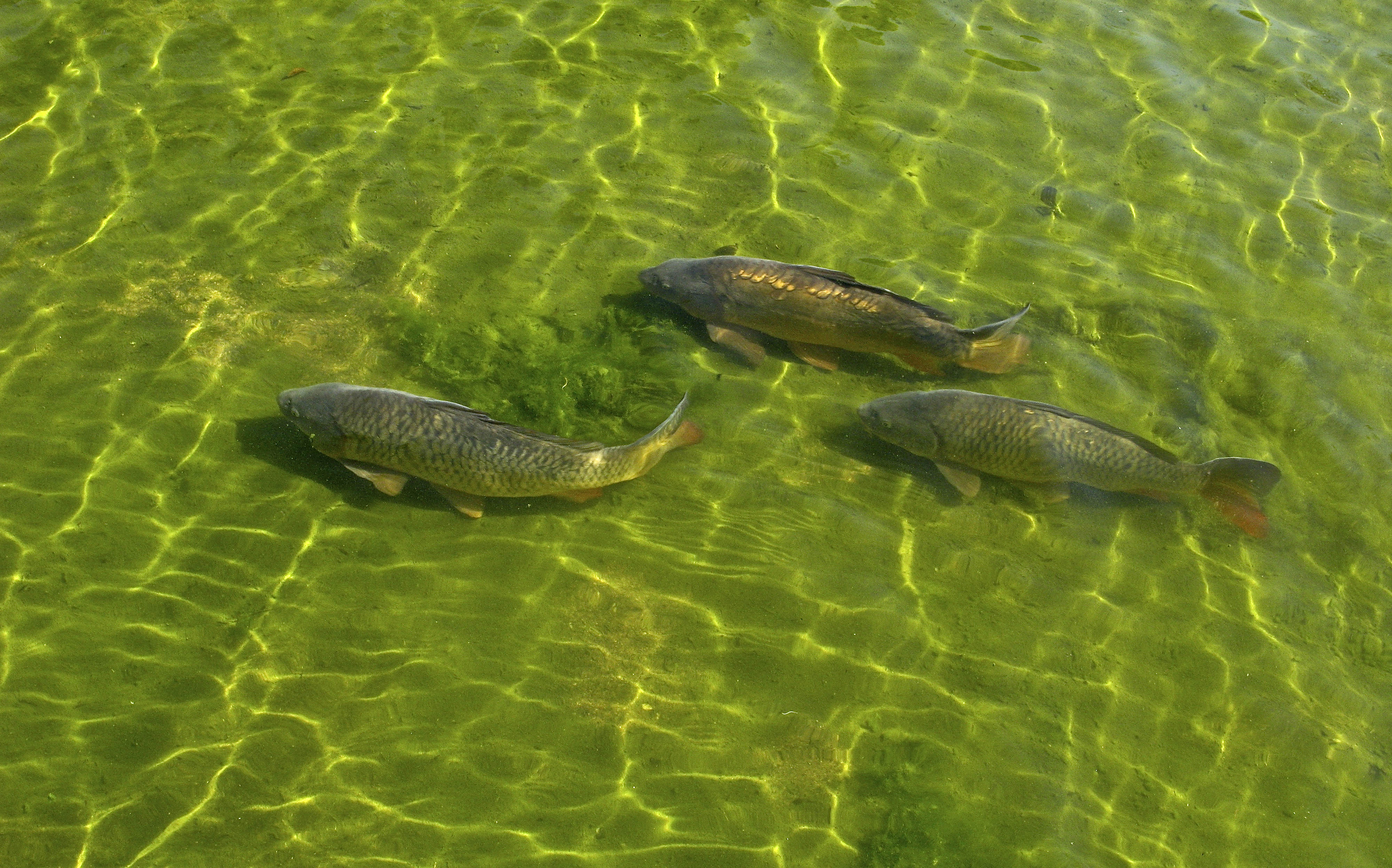
Karpfen

### Sport und Freizeit
Der See, den sich Saint-Armou mit der Nachbargemeinde Anos teilt, hat eine Oberfläche von 15 Hektar. Er hat eine Population von Karpfen, Rotaugen, Rotfedern, Karauschen, Aalen, Zander und Barschen, deren Befischung reglementiert ist.

### Verkehr
Saint-Armou wird durchquert von den Routes départementales 39, 206 und 706.